# Alpioniscus karamani
Alpioniscus karamani är en kräftdjursart som beskrevs av Buturovic 1954. Alpioniscus karamani ingår i släktet Alpioniscus och familjen Trichoniscidae.

## Underarter
Arten delas in i följande underarter:
- A. k. damjanicus
- A. k. karamani